# Roberto Mashaba
Robert Ndevu Mashaba (Ntembi, Catembe, 1855 — 1939) foi um activista e missionário cristão evangélico em Moçambique, pioneiro na introdução Igreja Metodista Wesleiana na então colónia portuguesa do Índico. Pertencente à etnia Ronga, converteu-se à Igreja Metodista enquanto trabalhava como imigrante no território britânico de Natal. Quando regressou a Moçambique, fundou uma escola e assumiu-se como missionário protestante e activista dos direitos da população local face à administração colonial portuguesa. Em 1896, no contexto da luta das forças portuguesas contra Gungunhana, foi preso e deportado para Cabo Verde, mas quatro anos depois, por pressão de grupos religiosos britânicos, foi libertado e enviado para a África do Sul. Foi então ordenado pastor metodista, tendo-se notabilizado pela tradução de mais de cem hinos religiosos para a língua tsonga.

## Biografia
Robert Mashaba nasceu em Catembe (KaTembe) por volta de 1855, numa família da etnia ronga. O pai dedicava-se à caça e comércio de produtos da caça. Influenciado por parentes que tinham emigrado para a Colónia do Cabo, emigrou para Durban e, depois, para a Cidade do Cabo.
Aprendeu a ler e escrever e em Port Elizabeth, onde se fixara em 1875, converteu-se ao cristianismo, tendo no processo aderido ao metodismo, sendo baptizado pelo Rev. Robert Lamplough, cujo nome adoptou. Depois de diversos empregos, entre os quais o trabalho nas minas de diamantes de Kimberley, em 1882 ingressou na reconhecida escola protestante de
Lovedale, no leste da então colónia britânica do Cabo, onde aprofundou os seus conhecimentos literários e formação religiosa. Depois de ter trabalhado como mensageiro no Departamento Telegráfico Kimberley, regressou para Moçambique em Fevereiro de 1885, onde aprendeu a língua portuguesa numa missão católica em Lourenço Marques. 
Trabalhou na construção do caminho de ferro de Lourenço Marques a Ressano Garcia, e com os proventos obtidos fundou escolas missionárias em Komatipoort, KaTembe e Lourenço Marques (em 1889). O seu trabalho missionário passou a partir de 1893 a receber o apoio da Sociedade Missionária Metodista Wesleyana.
Mas visto pela Igreja Católica Romana local e pelas autoridades coloniais, 1895 foi denunciado como colaborador dos chefes da resistência ronga contra a administração colonial portuguesa durante a chamada revolta de Nwamantibyane, ou do Matibejana, e dos acontecimentos que levaram à prisão e deportação de Gungunhana, imperador de Gaza.  Em consequência, foi preso e deportado para a ilha do Fogo, em Cabo Verde, sendo um dos presos enviados para o exílio a bordo do paquete África.
Por pressão dos grupos religiosos britânicos junto do governo britânico, e deste sobre as autoridades portuguesas, foi libertado em 1902, mas com a condição de jamais regressar a Moçambique. Fixou-se então na África do Sul, onde foi ordenado ministro metodista e até 1935 trabalhou como como pastor wesleyano em Germiston e Pimville, no Transvaal. Autorizado a regressar a Moçambique, faleceu em 1939. Uma das suas maiores contribuições foi a tradução de mais de cem hinos e diversas obras religiosas para a língua tsonga.